# Izabell Rydell
Izabell Pialotta Rydell, född 2 mars 1999, är en svensk fotbolls- och innebandyspelare. 2016 debuterade hon i Damallsvenskan med Eskilstuna United och har spelad tre U-17 landskampar för Sverige. I oktober 2016 fick hon spela sina första minuter i Svenska Superligan med Rönnby IBK.
Rydell går på Widénska gymnasiet  med fotbollsinriktning. Hennes moderklubb	är Gideonsbergs IF